# Paola Ramos
Paola Ramos (1987) es una periodista estadounidense. Fue corresponsal de la revista Vice y es colaboradora de Telemundo y MSNBC. El trabajo de Ramos se centra en temas que afectan a los latinos en Estados Unidos y América Latina. También ha colaborado en revistas como Latina, PopSugar, Bustle, Los Angeles Blade, South Kern Sol, HIV Plus Magazine, y KCRW.

## Primeros años y educación
Paola Ramos nació en 1987 en Miami, Florida, aunque creció en España. Su madre, Gina Montaner, nació en Cuba y su padre es el periodista mexicano Jorge Ramos. Ramos se licenció en Ciencias Políticas y Gobierno en el Barnard College en 2009 y obtuvo la Maestría en Políticas Públicas de la Escuela Harvard Kennedy en 2015.

## Carrera
Ramos sirvió en la administración Obama y fue subdirectora de medios hispanos para la campaña presidencial de Hillary Clinton de 2016. En 2019, Ramos se convirtió en corresponsal de las series documentales de Vice, Vice y Vice News Tonight. Fue la presentadora anterior de la docuserie Latin-X de Vice. Por su trabajo en Vice, fue nominada a un premio GLAAD Media por su artículo "Las drag queens latinas encabezan el activismo contra el VIH en la frontera". Ese mismo año, Ramos fue la oradora principal de la Celebración de la Herencia LatinX de la Universidad George Washington. Actualmente es colaboradora para Telemundo y MSNBC, y también trabaja como oradora para Lesbians Who Tech + Allies. Ramos presentó Field Report with Paola Ramos en MSNBC en 2022.

## Vida personal
Ramos vive en Williamsburg, Brooklyn, Nueva York, con su prometida, De'Ara Balenger, y su mini-goldendoodle, Dida.